# Sky UK
Sky UK Limited (precedentemente British Sky Broadcasting Limited, BSkyB e Sky) è una società di telecomunicazioni che serve il Regno Unito, sussidiaria di Sky. Sky offre servizi televisivi e Internet a banda larga, servizi di telefonia fissa e mobile a consumatori e imprese nel Regno Unito. È la più grande emittente televisiva a pagamento del Regno Unito con 11 milioni di clienti nel 2015, ed è stato il servizio di TV digitale più popolare del Regno Unito fino a quando non è stato sorpassato da Freeview nell'aprile 2007. La sede centrale dell'azienda è a Isleworth, all'interno degli Sky Studios.
Costituita nel marzo 1994, quattro anni dopo la fusione di Sky Television e British Satellite Broadcasting, Sky è diventata la più grande compagnia televisiva di abbonamento digitale del Regno Unito. A seguito dell'acquisizione di Sky Italia da parte di Sky nel 2014 e della maggioranza del 90,04% di Sky Deutschland nel novembre 2014, la sua holding British Sky Broadcasting Group plc ha cambiato nome in Sky plc. Il nome della filiale britannica è stato cambiato da British Sky Broadcasting Limited a Sky UK Limited e continua a operare come Sky a partire da novembre 2018.
Sky UK Limited è interamente controllata dal gruppo Sky, di proprietà di Comcast, i cui amministratori sono attualmente Andrew Griffith e Christopher Taylor. Griffith è Chief Financial Officer (CFO) e Managing Director per la divisione commerciale.